# جيمي بوش
جيمي بوش (بالإنجليزية: Jimmy Bosch)‏ هو عازف جاز ومغني أمريكي، ولد في 18 أكتوبر 1959 في جيرسي سيتي في الولايات المتحدة.

## وصلات خارجية
- جيمي بوش على موقع IMDb (الإنجليزية)
- جيمي بوش على موقع ميوزك برينز (الإنجليزية)
- جيمي بوش على موقع أول ميوزيك (الإنجليزية)
- جيمي بوش على موقع ديسكوغز (الإنجليزية)